# 微软必应输入法
微软必应输入法是基于微软亚洲研究院开发的中文输入引擎和多项研究成果并整合了搜索体验的中文云输入法。它是由英库拼音输入法于2013年4月8日更名而来，从此成为必应软件中心的一员。它保留了英库输入法的自然语言处理、中文计算、搜索引擎、机器翻译等功能，并整合了必应搜索体验、引入输入法应用开放平台。
一些中國大陸用户认为，比起 QQ输入法、搜狗拼音输入法等內地主流拼音输入法，该输入法在核心上的创新值得肯定，不过一些细节体验仍需完善。目前已经停止更新，截至2018年6月19日，官网无法访问。

## 特色功能
- 英文小帮手：自动完成、纠错、通配符匹配并提供音近词、形近词、拼音转单词等候选。
- 开放应用平台：提供了许多官方皮肤和应用，第三方也可自行开发。
- 多媒体输入：支持图片、地图、颜文字等。
- 集成搜索体验：整合热门搜索词和快捷搜索方式，包括直达相关网址、打开相关维基条目。
- 必应小编辑：允许用户参与改善输入法词典质量。

## 版本历史
必应输入法的前身是英库拼音输入法。下面的更新内容结合了两者升级日志的内容。

### 英库拼音输入法
| 发布日期   | 版本       | 更新内容                                   |
| ---------- | ---------- | ------------------------------------------ |
| 2012-8-16  | 1.0.333.04 | 发布首个测试版。                           |
| 2012-9-18  | 1.0.371.03 | 支持辅助码、优化模糊音等。                 |
| 2012-9-27  | 1.0.382.02 | 修正一些兼容问题等。                       |
| 2012-10-26 | 1.0.413.03 | 支持微软双拼、增加选项和支持词库导入。     |
| 2012-12-25 | 1.0.468.04 | 云备份用户设置和词库、支持颜文字。         |
| 2012-12-31 | 1.0.475.06 | 改进稳定性等。                             |
| 2013-2-27  | 1.0.535.08 | 开放皮肤和扩展应用及 SDK，提供英库小编辑。 |
| 2013-3-9   | 1.0.544.02 | 提升启动速度，优化皮肤引擎等。             |

### 必应输入法
| 发布日期            | 版本       | 更新内容                                                       |
| ------------------- | ---------- | -------------------------------------------------------------- |
| 2013 年 4 月 8 日   | 1.1.13.01  | 更名为必应输入法，增加热词建议、全双拼混合输入和网址自动补全。 |
| 2013 年 4 月 12 日  | 1.1.24.01  | 修复兼容性问题，优化升级机制和启动速度。                       |
| 2013 年 5 月 31 日  | 1.1.73.05  | 内置多种双拼方案并支持自定义，改进云同步。                     |
| 2013 年 6 月 7 日   | 1.1.79.04  | 优化兼容性，提高稳定性。                                       |
| 2013 年 8 月 12 日  | 1.1.146.02 | 增加“网址直达”，扩充字库、扩大词库容量。                       |
| 2013 年 9 月 4 日   | 1.1.169.02 | 修复自动升级问题和兼容性问题                                   |
| 2013 年 11 月 12 日 | 1.2.63.05  | 支持拼音自造字、以词定字，修复与某些软件的兼容问题。           |
| 2013 年 12 月 26 日 | 1.3.1.02   | 增加流行语。                                                   |

## 缺点
该输入法的繁体输入模式采用的是中国大陆字表，从而无法正确输入港澳台地区常用的繁体字形。